# 라이터를 켜라
《라이터를 켜라》(영어: Break Out)는 2002년 7월에 개봉한 대한민국의 영화이다.

## 줄거리
나이 서른에 아직도 부모님에게 손을 벌리고 사는 백수 허봉구. 예비군 훈련날, 엉뚱하게 서울역까지 와버린 그의 수중에 남은 거라곤 전 재산을 털어서 산 일회용 라이터 하나가 전부였다. 그런데 화장실에서 볼일을 보던 그는 그만 그 라이터마저도 두고 나와버렸다. 황급히 다시 돌아왔지만 라이터는 이미 건달보스 양철곤 수중에 넘어가 있었다. 봉구는 정중하게 라이터를 돌려달라고 했지만 철곤은 그의 말을 한쪽 귀로 흘려들으며 무시해버렸다. 기분이 나빠진 봉구는 철곤을 쫓아 부산으로 출발하는 열차에 올라타게 된다.
국회의원 박용갑의 선거를 도와준 대가로 약속한 돈을 요구하러 온 철곤. 하지만 용갑은 추악한 과거가 밝혀질 것을 우려하여 모르쇠로 일관한다. 그러다가 이 와중에 불청객 한명이 난입했다. 웬 군복 입은 남자가 화장실에서부터 자기 라이터를 내놓으라고 쫓아온 것이다. 부하들을 시켜 몇번이나 쫓아내봐도 찰거머리처럼 잘도 튀어나오는 남자까지 상대하려니 단단히 열이 받은 철곤은 결국 부하들을 시켜 열차를 점거해서 소동을 피우기 시작했다. 소동이 길어지자 다른 승객들은 반란을 일으키기 시작했고 결국 봉구를 중심으로 저항하기 시작한다.

## 등장 인물

### 중심 인물
- 김승우 - 허봉구
- 차승원 - 양철곤

### 주변 인물
- 이문식 - 찐빠
- 배중식 - 도끼
- 박영규 - 국회의원 박용갑
- 강성진 - 떠벌 남 김범수
- 유해진 - 침착 남 해진형
- 김채연 - 싸가지
- 박재현 - 껄떡남

### 그 외 인물
- 김지영 - 봉구의 모친
- 김인문 - 봉구의 부친
- 김성겸 - 경찰청장
- 문용철 - 기관사
- 양영조 - 부기관사
- 김용태 - 보좌관
- 이철민 - 부하 1
- 윤영걸 - 부하 2
- 전순욱 - 부하 3
- 김경범 - 부하 4
- 윤경재 - 부하 5
- 이준 - 부하 6
- 정우 - 부하 7
- 이진목 - 수행원 1
- 최영록 - 수행원 2
- 배찬태 - 수행원 3
- 나관 - 수행원 4
- 오현창 - 수행원 5
- 김건호 - 고위 간부 1
- 나재균 - 고위 간부 2
- 남문철 - 고위 간부 3
- 김명중 - 고위 간부 4
- 성명 미상 - 철도공사 사장
- 허장 - 대전역 간부
- 엄효섭 - 공무원 1
- 공유석 - 공무원 2
- 고태산 - 예비군 동대장
- 김경애 - 청소부 아줌마
- 조성철 - 유격장 조교
- 문성현 - 훈련 조교
- 이진원 - 정문 조교
- 김대성 - 김 사장
- 장남열 - 남자 주방 승무원
- 전수빈 - 여자 주방 승무원
- 한보람 - 떠벌 남 여자 친구
- 박재현 - 브리핑 요원 1
- 김정민 - 브리핑 요원 2
- 오창경 - 브리핑 요원 3
- 조재윤 - 브리핑 요원 4
- 김재만 - 상황실 요원
- 장항준 - 봉구의 친구 희창
- 박귀성 - 어린 허봉구
- 임희태 - 철곤 아들
- 박소은 - 철곤 딸
- 박준서 - 초등학교 동창
- 김민교 - 초등학교 동창
- 임형준 - 초등학교 동창
- 황인성 - 초등학교 동창
- 김현승 - 초등학교 동창
- 장문영 - 초등학교 동창
- 김윤범 - 초등학교 동창
- 신치영 - 초등학교 동창

### 우정출연
- 이원종 - 짭새
- 성지루 - 만수
- 정은표 - 예비군 친구
- 김선경 - 철곤 처 애숙
- 장현성 - 광필

## 제작진
- 감독 : 장항준
- 조감독 : 손희창, 김진선, 양혜경, 서동진
- 기록 : 조희정
- 각본 : 박정우
- 촬영 : 김성복
- 촬영부 : 김용흥, 김송민, 이춘희, 김종선, 강상모, 김수원
- 조명 : 신학성
- 조명부 : 지길수, 김연주, 최성진, 홍승표, 전병윤, 임동석, 오승엽, 전성룡
- 스틸 : 홍성희
- 기획, 제작 : 이관수
- 제작 : 백남수
- 프로듀서 : 이준택
- 제작실장 : 정철우
- 제작부장 : 이준, 김영찬, 이용남
- 협력프로듀서 : 김영욱, 이근호
- 동시녹음 : 김원용
- 음향 : 김석원
- 음악 : 윤종신
- 미술 : 장예진, 오상만, 김민오
- 특수효과 : 김병기, 황윤세, 이종학
- 분장-헤어 : 배미남
- 의상 : 공경민, 정수연
- 편집 : 고임표
- 네가편집 : 최현숙, 고정표
- 아비드편집 : 김세정
- 현장편집 : 손희창
- 세트 : 아트시네마
- 시각효과 : 드림 업
- 촬영B팀 : 장상일, 이봉주, 이덕재, 장도훈, 이태윤
- 촬영C팀 : 조봉한, 정승혁, 이재중, 김중호
- 미술팀 : 장예진, 이초원, 이민아, 신성민
- 세트팀 : 이치우, 노상업, 이기섭
- 분장팀 : 정미영, 조미진
- 의상팀 : 공경민
- 특수효과팀 : 김만승, 이호행, 윤흥관
- 현상 : 세방현상소
- 사운드 슈퍼비져 : 김창섭
- 사운드 이펙트 : 김태하, 박주강
- 텔레시네 : 와이드비젼
- 마케팅 : 김종근, 주승현, 최문정, 박지영
- 녹음팀 : 선훈, 배정률, 진동훈, 오성진, 이호원, 주정호
- 다이아로그 : 최은아
- 폴리아티스트 : 박준오, 김학준
- 옵티칼 : 홍윤성
- 돌비자문위원 : 김재경
- 음악프로듀서 : 이근호
- 음악 컴퓨터 프로그래밍 : 김영욱
- 뮤직레코딩 : 류재경
- 시각효과 관리자 : 이종학
- 아시스트 관리자 : 박기원, 최진원
- CG관리자 : 유희정
- 셰프 컴퍼지트 : 박용정
- 시니어 컴퍼지트 : 이성석
- 2D 컴퍼지트 디자이너 : 조용석, 김용우, 김성욱, 박소현, 여대영, 윤종열, 강일식
- 3D 애니메터 : 임수환, 정덕수
- 비주얼 이펙트 코르디나터 : 채유라
- 예고편 : 김종석
- 홈페이지디자인 : 주현웅, 주종원
- 홈페이지서버협찬 : BBMC
- 온라인마케팅 : 차희범, 유정인
- 마케팅관리 : 황지현
- 캐스팅 : 함정엽
- 기획실 : 임혜경, 김화향
- 무술팀 : 한정현, 이규한, 김석준, 정일원, 김성실, 최춘범, 전겸수, 김태환, 서명석, 이형길, 이재웅, 백경찬, 민성주
- 그립기자재 : 영상시대
- 오퍼레이터 : 김태영
- 돌비그립 : 심학수, 온대균
- 스테디캠 : 김석진, 신일수, 이수훈
- 지미집 : 신진우, 김희승, 송은규
- 발전차 : 홍승표
- 제2발전차 : 김영욱
- 조명크레인 : 칠성크레인
- 특수차량 : 장호중
- 촬영렉카 : 우금호
- 운송 : 이경형
- 필름 : 태창MP필름
- 자막옵티컬 : 쿠알라프로덕션
- 카메라대여 : 신영필름
- 보조출연 : MTM, 펩스엔터테인먼트, 천인기획
- 카피라이터 : 성연아
- 광고디자인 : 우미영, 서정화
- 촬영지원 : 부산영화위원회

## O.S.T
2002년 7월 26일에 발매된 라이터를 켜라 OST는 블루스에 윤종신, 유희열, 김광진, 하림이 참여하였으며, T 엔터테인먼트에서 배급했다. 블루스에 윤종신의 목소리가 상상 이상으로 절묘하게 녹아들면서 유명한 영화 속에서 원래 존재였던 서울역 풍경에 삽입된 노래였다. 타이틀 곡은 윤종신이 부른 <담배 한 모금>이다.
1. 라이터를 켜라 (Main Theme) (Light Version)
2. 어느 예비군의 편지 - 유희열
3. 서울역 - 김광진, 유희열, 하림
4. Action 봉구
5. The Spectacle Life - 이주한 (Trumpet)
6. 밤차
7. 담배 한 모금(봉구 Theme) - 윤종신
8. 승객의 봉기
9. 꿈을 잃은 사람(철곤 Theme) - 하림 (Harmonica)
10. 라이터를 켜라 (Main Theme) (Heavy Version)
11. 꿈을 잃는 사람

## 제작지원
- 시네마 서비스 (투자, 배급)
- 에이스타스엔터테인먼트 (제작)
- MVP 창업투자, 무한기술투자, SBS (공동투자)

## 사건및 사고
태화강역(당시 울산역)에서 촬영 중 배우 허장이 기차에 부딪혀 사망하는 참변이 있었다.